# Borowa Góra (Wyżyna Olkuska)
Borowa Góra – wzgórze o wysokości 435 m n.p.m. Znajduje się na Wyżynie Olkuskiej w paśmie wzniesień o nazwie Marmurowe Wzgórza, w północno-zachodniej części wsi Dębnik w województwie małopolskim.
Na wzgórzu znajduje się nieczynny kamieniołom czarnego marmuru dębnickiego tzw. wapienia dębnickiego z okresu dewonu środkowego.